# Сапаридзе, Али Кедемович
Али Кедемович Сапаридзе (1911 год, село Дологани, Батумская область, Российская империя — 1999 год, село Дологани, Кедский муниципалитет, Грузия) — звеньевой колхоза имени Ворошилова Кедского района Аджарской ССР, Грузинская ССР. Герой Социалистического Труда (1949).

## Биография
Родился в 1911 году в крестьянской семье в селе Дологани Батумской области (сегодня — Кедский муниципалитет). Окончил начальную сельскую школу в селе Шива. С начала 1930-х годов трудился рядовым колхозником, заведующим фермой в колхозе имени Ворошилова (позднее — «Дологани») Кедского района. В послевоенные годы возглавлял табаководческое звено.
В 1948 году звено под его руководством собрало в среднем с каждого гектара по 27,5 центнеров табачного листа сорта «Трапезонд» на участке площадью 0,4 гектара и сорта «Самсун» в среднем по 21,5 центнеров с участка площадью 2,6 гектара. Указом Президиума Верховного Совета СССР от 3 мая 1949 года удостоен звания Героя Социалистического Труда за «получение высоких урожаев кукурузы и табака в 1948 году» с вручением ордена Ленина и золотой медали «Серп и Молот».
Этим же Указом звание Героя Социалистического Труда получили первый секретарь Кедского райкома партии Окропир Никифорович Беридзе, заведующий отделом сельского хозяйства Кедир Сулейманович Чхеидзе, председатель райисполкома Хусейн Мемедович Мегрелидзе, районный агроном Тамара Михайловна Сихарулидзе и четверо тружеников из колхозов имени Ворошилова и Кирова Кедского района (Мамуд Сулейманович Лорткипанидзе, Харун Сулейманович Шиладзе, Шукри Мухамедович Джакелидзе, Мухамед Османович Ардзенадзе).
Трудился в колхозе до выхода на пенсию в 1974 году. Умер в 1999 году в родном селе Дологани Кедского муниципалитета.